# Tethysbaena ophelicola
Tethysbaena ophelicola ist eine in der israelischen Ajalon-Höhle endemische Art der Ranzenkrebse.

## Entdeckung
Im März 2006 wurde in Israel die Ajalon-Höhle entdeckt. Sie ist eine Karsthöhle und befindet sich in einem Kalksteinbruch in der Nähe der Stadt Ramla, etwa 24 Kilometer vom Mittelmeer entfernt, der mit mehr als 100 Metern Tiefe bis an den Grundwasserspiegel heranreicht. Etwa 200 Meter vom Höhleneingang befindet sich in einer Halle ein unterirdisch gespeister Höhlensee, in dem verschiedene Arten von Krebstieren leben. Unter ihnen ist Tethysbaena ophelicola die häufigste Art und kommt im Höhlensee in sehr großer Zahl vor.

## Beschreibung
Tethysbaena ophelicola ist ein blinder Krebs von bis zu 2,4 Millimetern Länge, die untersuchten männlichen Tiere hatten Längen von bis zu 2,1 Millimeter, jeweils ohne die Antennen.

## Lebensweise
Die Untersuchung des Darminhalts einzelner Tiere führte zu der Feststellung, dass sich Tethysbaena ophelicola ausschließlich von den in der Höhle reichlich vorkommenden Bakterien der Gattung Beggiatoa ernährt. Von Tethysbaena ophelicola wurden stets auch weibliche Exemplare mit Bruttaschen gefunden. Das deutet darauf hin, dass der Höhlensee für sie nicht nur ein Futterplatz, sondern der ständige Lebensraum ist. Darin unterscheiden sie sich von dem Höhlenkrebs Typhlocaris ayyaloni, von dem keine reproduzierenden Tiere gefangen werden konnten und für den Tethysbaena ophelicola einen Teil der Nahrung darstellt.

## Systematik
Die Gattung Tethysbaena steht in der Familie Monodellidae innerhalb der Ordnung Thermosbaenacea und der Unterklasse der Ranzenkrebse. In der Gattung wird Tethysbaena ophelicola wegen ihrer großen Ähnlichkeit mit Tethysbaena relicta aus Israel und Tethysbaena somala aus Somalia in die Tethysbaena-relicta-Gruppe gestellt.
Die Typusexemplare aus Aufsammlungen im Mai und Juni 2006 werden überwiegend in der Sammlung des Instituts für Wirbellose der Hebräischen Universität von Jerusalem aufbewahrt, der Holotypus hat die Inventarnummer HUJ-III-Ther-3. Die zahlreichen Paratypen haben dort die Inventarnummern HUJ-III-Ther-4 bis HUJ-III-Ther-8, vier Paratypen befinden sich in der Sammlung des Rijksmuseum van Natuurlijke Historie in Leiden.
Der Artname ophelicola, „den Ophel bewohnend“, ist von der Bezeichnung „Ophel“ abgeleitet, die 2007 von Francis Dov Por für das mit der Ajalon-Höhle neu entdeckte unterirdische Biom geprägt wurde. Dieses wiederum erhielt seinen Namen von der biblischen Bezeichnung für den erhöht liegenden Teil einer Siedlung oder Stadt.

## Ökologie
Die Ajalon-Höhle bildete bis zu ihrer Freilegung ein von der Außenwelt abgeschlossenes Ökosystem, in das wegen einer darüber liegenden und dutzende Meter starken Kalksteinschicht weder Wasser noch organisches Material von der Oberfläche eindringen konnte. Die Höhle besteht neben einer Anzahl von Gängen aus einer großen Kammer mit einem See, in dem sich salzhaltiges Grundwasser mit einer hohen Konzentration von Schwefelwasserstoff befindet.
Das Ökosystem der Ajalon-Höhle basiert auf der von großen Mengen schwefeloxidierender Bakterien produzierten Biomasse. An Höhlentieren fand man neben Tethysbaena ophelicola Populationen von weiteren Krebstieren, Pseudoskorpione, Fischchen und Springschwänzen sowie etwa dreißig leere Hüllen des Skorpions Akrav israchanani. Unter den Gliederfüßern stellt Tethysbaena ophelicola den größten Teil der Biomasse in der Höhle.
Die Ajalon-Höhle befindet sich im Bereich des Yarkon–Taninim-Aquifer. Die Fundorte von Tethysbaena relicta als der zweiten in Israel endemischen Art aus der Gattung Tethysbaena befinden sich im Grundwasserstrom des Jordangrabens. Die Wassersysteme der Fundorte sind nicht miteinander verbunden. Es wird daher angenommen, dass der Ursprung von Tethysbaena ophelicola im Jordangraben liegt und die Art vor langer Zeit isoliert wurde.